# アメーバ・ミュージック
アメーバ・ミュージック (Amoeba Music) は、アメリカ合衆国のレコード店である。カリフォルニア州のバークレー、サンフランシスコ、ハリウッドに店舗を持つ。 1990年、バークレーのテレグラフ通りで開業した。その後、1997年にサンフランシスコ店、2001年にハリウッド店がオープンした。2010年、雑誌『ローリング・ストーン』において「アメリカ合衆国の最良のレコード店」のひとつに選ばれた。

## ギャラリー

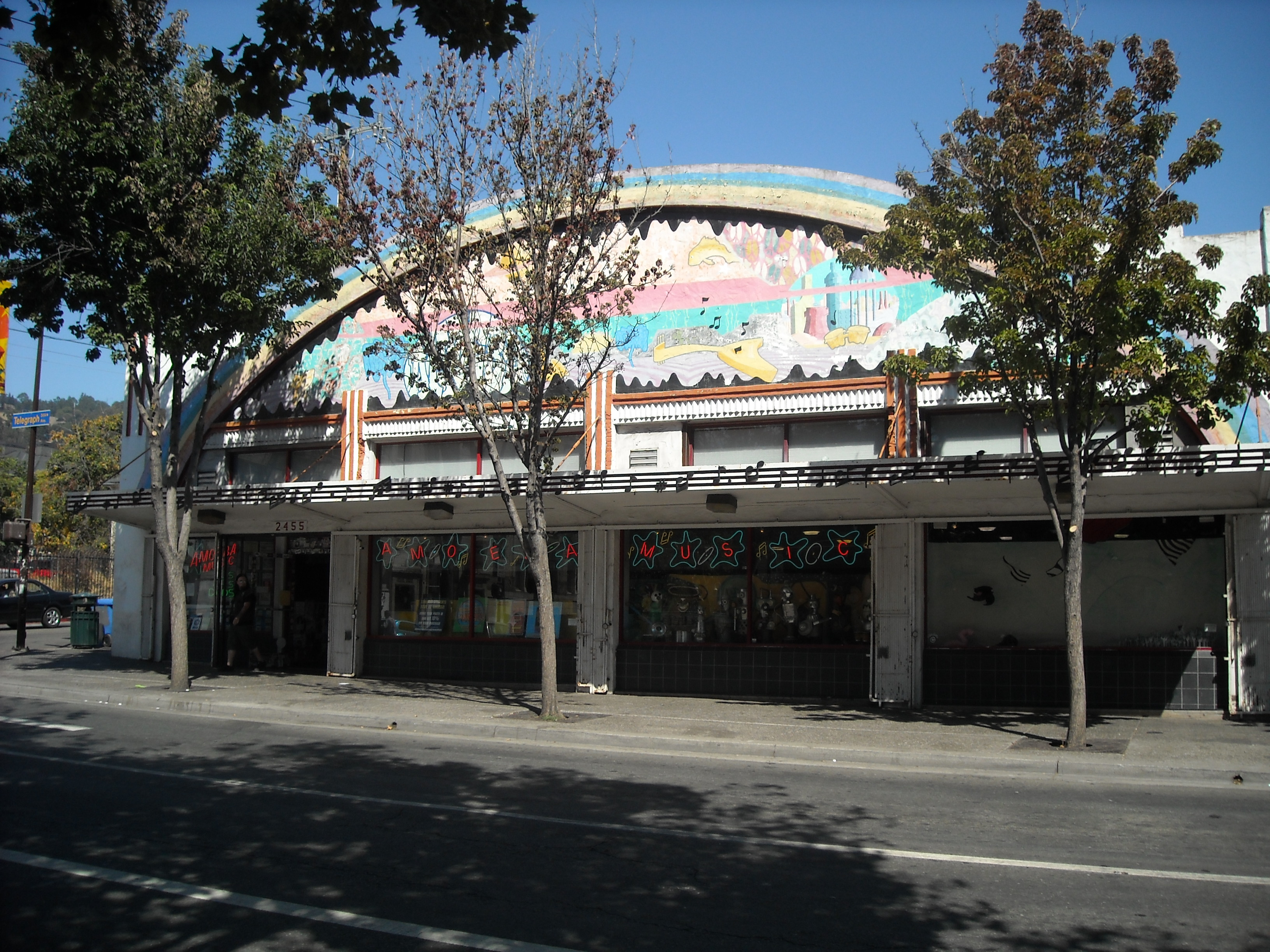
バークレー店
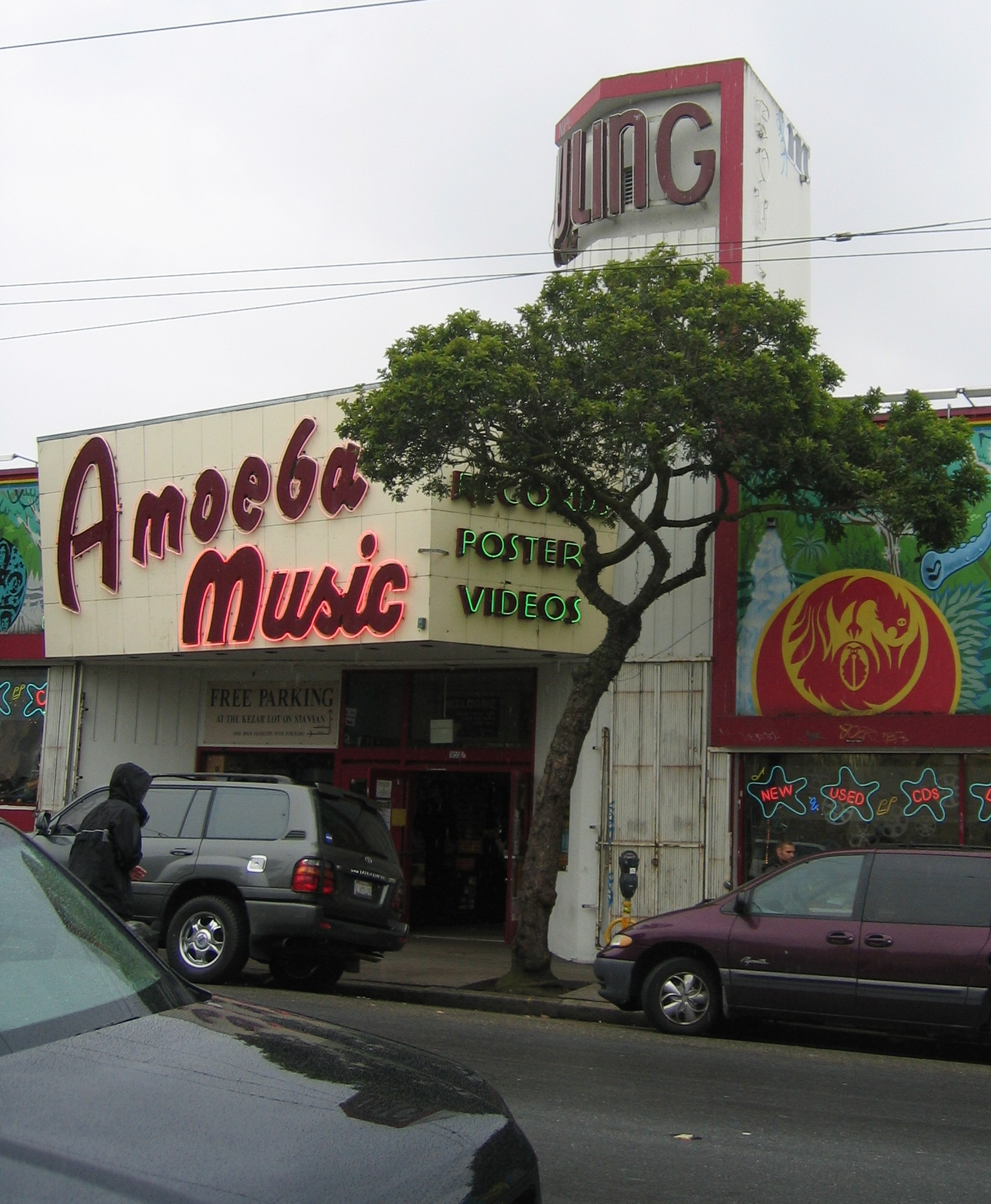
サンフランシスコ店
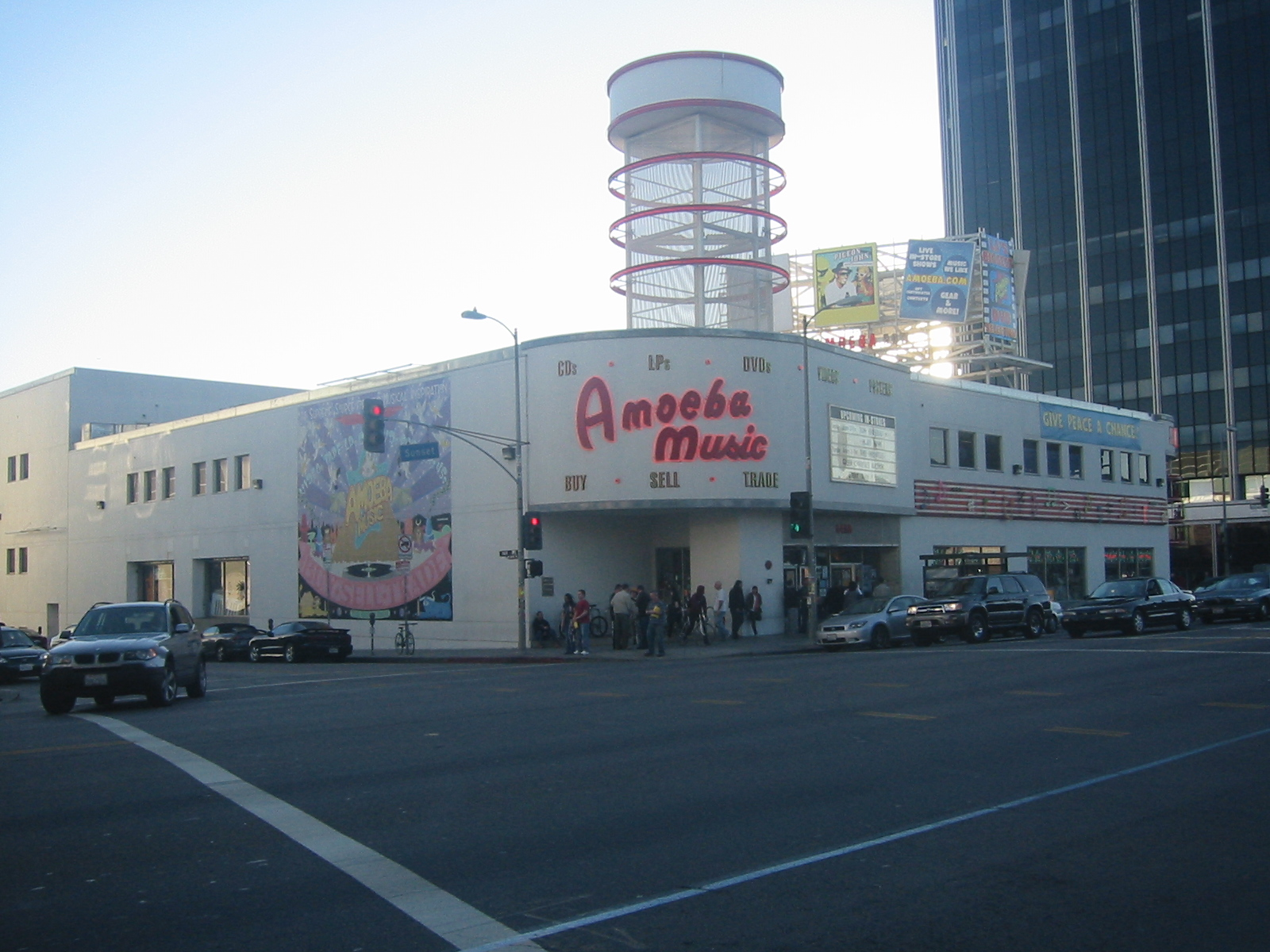
ハリウッド店
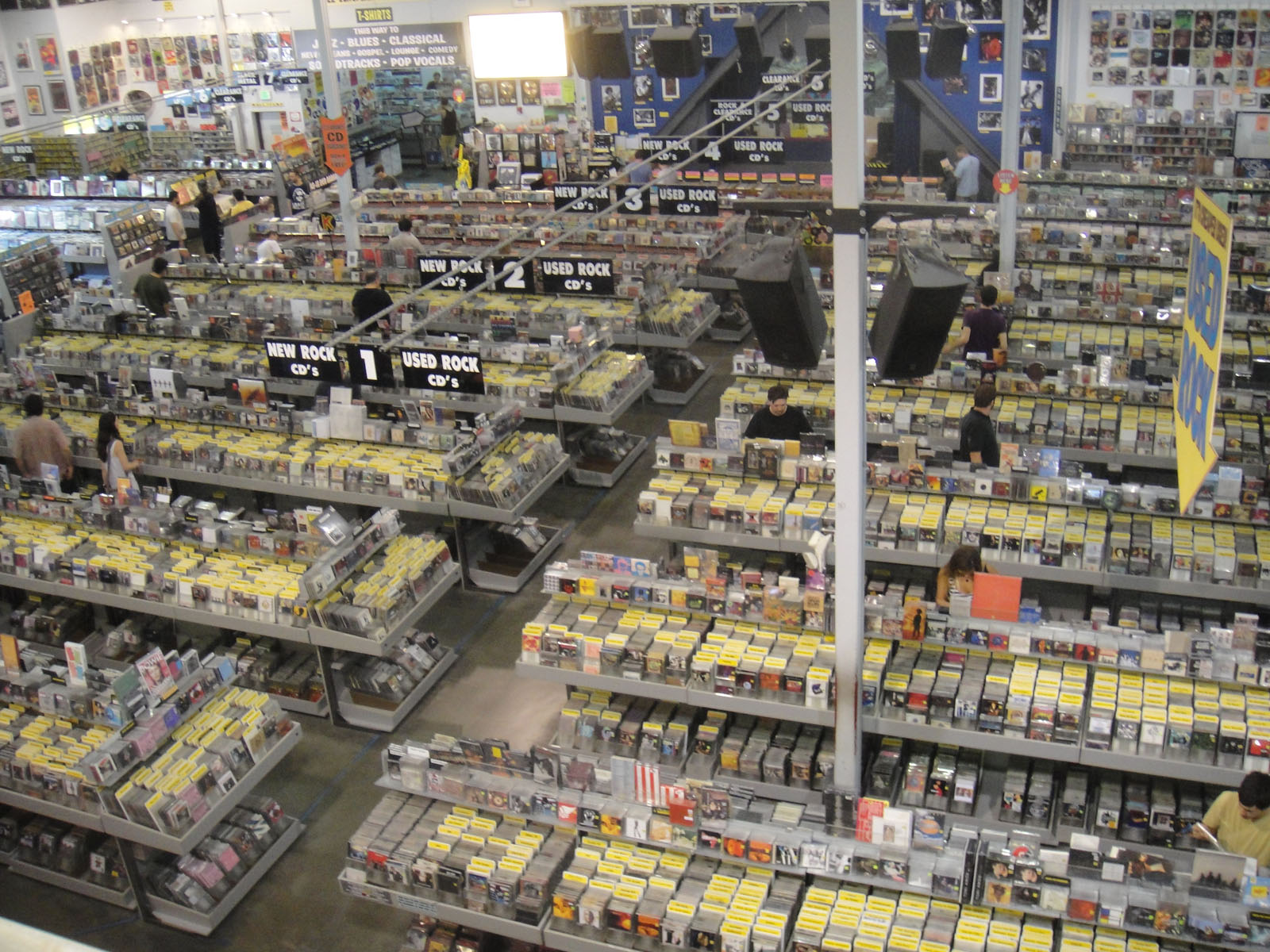
ハリウッド店の店内